# Matthäus von Normann
Matthäus von Normann (* unbekannt; † 25. April 1556; auch Matthäus Normann) war ein deutscher Jurist. Er stellte eine Sammlung des auf Rügen geltenden Rechts zusammen.

## Leben
Matthäus von Normann stammte aus dem rügischen Rittergeschlecht von Normann. Sein Vater Heinrich von Normann war Gardvogt auf Jasmund.
Über das Leben von Matthäus von Normann ist nicht viel bekannt. Jedenfalls hat er unter mehreren Landvögten von Rügen als Gerichtsschreiber („Notarius“) gearbeitet, nämlich unter Waldemar zu Putbus, Degener Buggenhagen, Balthasar von Jasmund und Wilken von Platen. Ferner studierte er an der Universität Greifswald (belegt für 1512).
Nach heutigem Forschungsstand ist Matthäus von Normann identisch mit einem Mathis Narmann, der für 1534/1535 als evangelischer Pfarrer in Patzig auf Rügen bezeugt ist, und bereits zuvor 1520 als Kleriker des Bistums Roskilde (Rügen gehörte zum Bistum Roskilde). 
Demgegenüber nahm die frühere Forschung an, dass Normann identisch sei mit dem Matthäus von Normann, der um 1554 selber zum Landvogt auf Rügen ernannt wurde. Nach Theodor Pyl hätte er dieses Amt bis 1569 ausgeübt. Nach heutigem Forschungsstand handelt es sich bei dem Landvogt Matthäus von Normann jedoch um einen namensgleichen Verwandten aus dem Hause Tribberatz der Familie von Normann. 

## Wendisch-Rügianischer Landgebrauch

### Entstehung und Überlieferung
Matthäus von Normann stellte seit 1522 eine Sammlung des auf Rügen geltenden Rechts zusammen. Die erste Handschrift begann er 1522 und beendete sie zwischen 1525 und 1531. Ab 1546 ergänzte und erweiterte er seine Sammlung und übergab sie dem Herzog Philipp I. von Pommern mit der Bitte, dass dieser die Sammlung förmlich als Gesetz bestätigen solle. Zu einer solchen förmlichen Einführung ist es aber nie gekommen; auch ein weiterer Anlauf 1554 blieb erfolglos.
Dennoch gewann dieses Rechtsbuch in der Rechtspraxis große Bedeutung. Es wurde freilich zunächst nur in Handschriften verbreitet. Erst 1777 erschien es durch Thomas Heinrich Gadebusch im Druck unter dem Titel Matthäus von Normanns Wendisch-Rügianischer Landgebrauch.
Erst 1977 tauchte die Originalhandschrift Normanns, die er 1522 begonnen hatte, wieder auf. Von der älteren Forschung konnte sie noch nicht berücksichtigt werden, insbesondere nicht von Georg Frommhold in seiner Edition Das Rügische Recht des Matthäus Normann nach den kürzeren Handschriften (1896). Die Originalhandschrift befindet sich heute im Besitz der Stiftung Preußischer Kulturbesitz.

### Bedeutung
Nach Einschätzung von Martin Wehrmann haben sich auf Rügen dank Normanns Rechtsbuch die alten deutschen Rechtsgewohnheiten gegenüber dem römischen Recht behaupten können. Theodor Pyl hebt in seinem Artikel über Matthäus von Normann in der Allgemeinen Deutschen Biographie die Bedeutung des Rechtsbuchs für die pommersche Rechtsgeschichte und für die Erforschung der niederdeutschen Sprache hervor.
Nach Dieter Pötschke soll Normanns Rechtsbuch Rechtsmassen aus dem dänischen Recht, dem Schweriner Landrecht, dem Recht des Sachsenspiegels, dem wendischen Recht und dem von ihm so bezeichneten Rügischen Gewohnheitsrecht enthalten.

### Textausgaben
- Thomas Heinrich Gadebusch (Bearb.): Matthäus von Normanns Wendisch-Rügianischer Landgebrauch. Stralsund/Leipzig 1777.
- Georg Frommhold (Bearb.): Das Rügische Recht des Matthäus Normann nach den kürzeren Handschriften (= Quellen zur pommerschen Geschichte. Band 3). Saunier, Stettin 1896 (Digitalisat).